# Ryszard Cieślik
Ryszard Cieślik (ur. 2 czerwca 1911 w Łabędach, zm. 12 stycznia 1992 w Chorzowie) – polski piłkarz występujący na pozycji obrońcy.
Cieślik rozpoczął karierę piłkarską w 1927 roku w drużynie juniorów Ruchu Chorzów. W 1931 roku trafił na sezon do ZMP Chorzów, po czym wrócił do macierzystego klubu. W „Niebieskich” zadebiutował 17 lipca 1932 roku w zremisowanym 1:1 meczu z Wisłą Kraków. W sezonie 1933 i 1934 Cieślik zdobył z Ruchem tytuł mistrza Polski. W 1935 roku przeszedł do Zagłębia Sosnowiec, w którym grał do momentu wybuchu II wojny światowej. W 1943 był więźniem KL Auschwitz-Birkenau. Następnie został skazany w Kilonii na trzydzieści dwa miesiące więzienia za przynależność do Polskiego Związku Zachodniego. Do Polski wrócił w 1946 roku. Był wujkiem Gerarda.

## Statystyki klubowe
| Sezon | Klub         | Liga   | Liga krajowa | Liga krajowa |
| ----- | ------------ | ------ | ------------ | ------------ |
| Sezon | Klub         | Liga   | Mecze        | Bramki       |
| 1932  | Ruch Chorzów | I Liga | 11           | 0            |
| 1933  | Ruch Chorzów | I Liga | 3            | 0            |
| 1934  | Ruch Chorzów | I Liga | 2            | 0            |
| Razem | Razem        | Razem  | 16           | 0            |

## Sukcesy

### Ruch Chorzów
- Mistrzostwo Polski (2 razy) w sezonach: 1933, 1934